# غوغای جان
 غوغای جان نام یک آلبوم موسیقی اثر  عبدالحسین مختاباد، هنرمند ایرانی است که در سبک  سنتی تهیه شده و دارای ۱۳ آهنگ است. 

## فهرست آهنگ‌ها
| ردیف | آهنگ                   |
| ۱    | تصنیف جوانی            |
| ۲    | تکنوازی قانون          |
| ۳    | چهارمضراب دشتی         |
| ۴    | تصنیف حالا چرا         |
| ۵    | تکنوازی قانون          |
| ۶    | تصنیف دام صیاد         |
| ۷    | قطعهٔ حزین              |
| ۸    | تکنوازی نی فرود به ترک |
| ۹    | تصنیف بس کن ای دل      |
| ۱۰   | چهار مضراب بیات ترک    |
| ۱۱   | تکنوازی نی             |
| ۱۲   | شکسته سازی             |
| ۱۳   | تصنیف مرغ بهشتی        |